# Fysioterapeut
En fysioterapeut arbejder på sygehuse, plejehjem, i kommunale genoptræningscentre, klinikker, virksomheder og idrætsklubber.
Fysioterapeuter arbejder ved hjælp af fysioterapi med muskelgenoptræning, -behandling og vejledning af syge eller skadede patienter i forbindelse med f.eks. arbejdsskader, sportsskader eller lignende.
Uddannelsen til fysioterapeut er en mellemlang videregående uddannelse (MVU), der varer 3 ½ år, læses på en ergo- og fysioterapeutskole (professionshøjskole) og fører frem til betegnelsen professionsbachelor i fysioterapi.
Betegnelsen på engelsk er physical therapist eller physiotherapist (bachelor in physical therapy eller bachelor in physiotherapy).
Fysioterapeuter er autoriserede sundhedspersoner og underlagt Sundhedsvæsenets Patientklagenævn.
Fysioterapeuter er samlet i fagforeningen Danske Fysioterapeuter, som er medlem af Sundhedskartellet og Fagbevægelsens Hovedorganisation. Pr. 1. januar 2019 udtræder Danske Fysioterapeuter dog af sidstnævnte og går ind i Akademikerne. 

## Hvad kan en fysioterapeut hjælpe dig med?
Fysioterapeuter arbejder blandt andet med:
- Akillessenebetændelse
- Ankelproblemer
- Arbejdsskader
- Balancetræning
- Chokbølgebehandling
- Efterfødselstræning
- Frossen skulder
- Ganganalyse
- Genoptræning efter blodprop
- Golfalbue
- Helbredstjek
- Hjernerystelse
- Hjerterehabilitering
- Hofteproblemer
- Hælspore
- Karpaltunnelsyndrom
- Knæskader
- Kræftrehabilitering
- Lungefysioterapi
- Løbestilsanalyse
- Mobilisering
- Musearm behandling
- Nakkeskader
- Parkinson træning
- Ridefysioterapi
- Scoliosis
- Skulderskade genoptræning
- Slidgigt
- Smertebehandling
- Sportsfysioterapi
- Springerknæ
- Spændingshovedpine
- Svimmelhed

## Eksterne kilder, links og henvisninger
- Helbredsprofilen: Fysioterapeut: Hvad kan en fysioterapeut hjælpe dig med? Arkiveret 22. maj 2018 hos  Wayback Machine
- UddannelsesGuidens information om uddannelsen som fysioterapeut Arkiveret 17. september 2007 hos  Wayback Machine
- UddannelsesGuidens information om arbejdet som fysioterapeut Arkiveret 18. september 2007 hos  Wayback Machine
- Danske Fysioterapeuter Arkiveret 30. september 2007 hos  Wayback Machine
- Undervisningsministeriets bekendtgørelse af 30. marts 2001 om fysioterapeutuddannelsen